# 문은희
문은희(文恩禧,1939년 7월 27일~)는 한국의 여성운동가이자 정신건강사회운동가이다. 사단법인 한국알트루사 여성상담소장으로 책으로 읽는 심리상담 계간지 '니' 편집인이다. University of Glasgow에서 한국여성의 우울증 연구로 학위를 했다. 남편은 사회학자 박영신 교수, 큰 아들은 즉흥음악가이자 기타리스트인 박한얼(Han-earl Park), 둘째 아들은 애니메이터 박한터(Han-ter Park)이다. 격동의 역사 속에서 민족 지도자로 평생을 사신 문재린 목사와 여성운동가 김신묵 여사의 막내딸이며, 오빠들이 민주화 운동을 한 문익환, 문동환 목사이다. 1983년 5월 전문직 여성들의 자원봉사단체인 국제 알트루사 한국 지부 사단법인 한국알트루사를 세웠다. 1999년 사단법인 한국알트루사 여성상담소를 개소하여 상담소장으로 20년 넘게 자원봉사하며 여성들을 심리상담하고 있다. 한국여성의 우울증을 연구하다 한국여성 특유의 심리구조인 '포함'이라는 행동단위를 발견하였다. 강연과 상담을 통해 현장에서 만난 수 많은 한국 여성들의 내면을 분석해서 글을 써 왔다. 대표 저작으로 '한국여성의 심리구조-포함이라는 행동단위로 보다'와 '엄마가 아이를 아프게 한다'가 있다.

## 생애
1939년 북간도 용정 기독교 가정에서 태어났다. 무의촌 의사가 되고자 연세대학교 의과대학에서 공부하다가 본과 2학년 때 사람 몸에 주사 바늘을 놓는 것이 꺼려져 의대를 그만 두었다. 그후 몸의 건강을 다루는 의사에서 마음의 건강으로 다루는 심리학자로 방향을 전환하였으나 당시 연세대학교에는 심리학과가 개설돼 있지 않아 교육학과로 전과해 졸업했다. 대학원에 진학해서는 학습심리를 전공했으며(석사), 미국 예일 대학에서 목회상담을 공부하고(석사) 돌아와 연세대학교에서 상담학으로 박사과정을 마쳤다. 이후 영국 글래스고 대학에서 한국여성의 우울증 연구로 심리학 박사학위를 받았다.
1979년 여 동문들을 모아 백양모임을 만들었는데 이 모임이 이어져 2017년 연세대학교 여자총동문회의 모태가 되었다. 1983년 사단법인 한국 알트루사를 설립하는 데 참여했으며 1999년 알트루사 여성상담소를 개설, 소장을 맡아 현재까지 여성들을 무료 상담하고 있다. 

## 저서 및 논문

### 저서
- 오늘은 조금 다른 여성으로[16]
- 눈치보는 한국여자[17]
- 엄마가 아이를 아프게 한다[18]
- 문은희 박사의 여자마음 상담소[19]
- 한국여성의 심리구조 - ‘포함’이라는 행동단위로 보다[20]

### 논문
- A comparative study of depression between Korean and Scottish mothers at their two important life-stages.'(1990)[21]
- 한국여성의 심리구조[8]
- 우리 나라 여성의 심리구조와 심리분석학[22]
- 우리 나라 여성의 행동 유형과 여성 운동[23]
- 여성의 도덕적 사유와 판단  :  남성의 도덕성 저 편에서[24] 외 다수